# Базилевский, Андрей Владимирович
Андрей Владимирович Базилевский (3 марта 1922, Минск, Белорусская ССР — 8 ноября 2016, Москва, Российская Федерация) — советский и российский тренер по лёгкой атлетике, заслуженный тренер СССР.

## Биография
Родился в дворянской семье, его отец был артистом. Внук военного инженера и архитектора П. Е. Базилевского.
С октября 1940 года — в РККА. Участник Великой Отечественной войны. Воевал на Западном фронте (1941—1942). В 1942 году был ранен в боях под Москвой, в 1943 году — на Юго-Западном фронте, в 1945 году — на 3-м Украинском фронте.
В послевоенное время окончил ГЦОЛИФК. Являлся главным тренером ДСО «Локомотив». Его воспитанники неоднократно становились победителями и призёрами всероссийских и международных соревнований.
Похоронен на Ваганьковском кладбище в Москве.

## Семья
Жена — заслуженный тренер РСФСР Эмма Козлова.

## Награды и звания
Заслуженный тренер СССР.
В сентябре 1945 года был награждён орденом Красной Звезды за героические действия в апреле того же года (под артиллерийским огнем противника, будучи раненым, потушил пожар, чем спас боеприпасы от взрыва; вынес из-под обстрела трех раненых).
Награжден орденами Отечественной войны I степени (1985), медалями «За отвагу», «За взятие Берлина», «За победу над Германией в Великой Отечественной войне 1941—1945 гг.».